# Ukraiński Związek Siczowy
Ukraiński Związek Siczowy (ukr. Український січовий союз) – centrala organizująca i koordynująca działania wszystkich Towarzystw „Sicz”.

## Historia
19 kwietnia 1908 w Stanisławowie powołano przez siczowy zjazd krajowy Naczelny Komitet Siczowy. W grudniu 1912 powołał on organizację Ukraiński Związek Siczowy (USS).
USS wydawał własny organ „Siczowy Wisti”. Już w pierwszym numerze pisma wydrukowano apel, aby wszyscy siczowcy, w ramach armii austro-węgierskiej, przygotowywali się do walki z Moskalami o wyzwolenie braci znad Dniepru.
Zarząd USS zdecydował o przekształceniu „Siczy” w organizację paramilitarną. Do Wiednia pojechał generalny ataman Kyryło Trylowski i uzyskał poparcie dla sprawy ze strony Sztabu Generalnego. Jednak Ministerstwo Spraw Wewnętrznych zażądało aprobaty statutu organizacji ze strony namiestnika Galicji Michała Bobrzyńskiego. Jego opinia była negatywna, i MSW statutu nie zatwierdziło.
Dlatego też Trylowski udał się do namiestnika z przetłumaczonym na język ukraiński statutem polskiego zarejestrowanego Związku Strzeleckiego. Ten był zmuszony w związku z tym zatwierdzić statut nowej organizacji, jednak pod warunkiem, że ogniwa i organizacje terenowe nie będą łączyć się w strukturę ogólnokrajową.
W pierwszej połowie 1913 powstało nieoficjalne Towarzystwo Ukraińskie Strzelców. Po dwukrotnych nieudanych próbach rejestracji statutu, członkowie Towarzystwa weszli w skład Towarzystwa USS.
Organizacja we Lwowie działała do 1924, rozwiązana przez władze polskie.

## Zarząd
- generalny ataman – Kyryło Trylowski
- główny esauł – J. Wesołowski
- główny pisarz – M. Walicki
- główny skarbnik – S. Winnikiw
- główny oboźny – D. Katamaj
- główny czetar – F. Kałynowycz